# Sockerbagarnas karneval
Sockerbagarnas karneval (orig. The Cookie Carnival), även Tårtparaden på svenska, är en amerikansk tecknad kortfilm från 1935. Filmen ingår i Silly Symphonies-serien.
Pinto Colvig (mest känd som Långbens originalröst) gav röst åt kakpojken medan musiken i filmen komponerades av Leigh Harline.

## Handling
I kakornas land där allt är gjort av sötsaker marscherar flera kakor fram. Det är sockerbagarnas karneval, där kakdrottningen ska utses. Flera olika kakor tänker försöka bli kakdrottning, bland annat en Miss Lakrits och en Miss Kokos.
Längs en järnväg av polkagrisar går en kakpojke och visslar när han plötsligt hör någon som gråter. Det visar sig vara en kakflicka som vill gå i paraden, men kan inte eftersom hon inte har några fina kläder. Kakpojken övertygar henne om att hon kommer att bli kakdrottning och tar smörkräm från marken och gör en peruk av det. Han tar fler sötsaker från marken och ordnar en klänning åt henne av glasyr vilket gör henne tillräckligt vacker för att få gå i paraden.
De tre domarna som bestämmer vem som blir kakdrottning ser missnöjda ut, de har inte sett någon kandidat för kakdrottningen än. Så ser de kakflickan och skriker unisont ut att hon ska bli den nya drottningen. Medan kakflickan får sin krona och höjs upp som drottning blir kakpojken nedtrampad och bortglömd. Kakflickan får sitta på en tron högst upp på en tårta, med en utrullad röd matta av rulltårta.
Härnäst måste drottningen välja en kung. Hon får se flera olika kandidater, bland annat ängelkakor, djävulsfruktkakor och uppochnerkakor, men ingen duger. Under tiden har kakpojken kommit i kläm med vakterna när han försökt nå fram till kakdrottningen och har blivit tvingad till att gömma sig under tårtan.
Domarna föreslår att kakdrottningen ska ta en av dem till kung. Kakpojken kryper fram när han tror att kusten är klar, men blir snabbt upptäckt. Han flyr uppför tårtan under mattan av rulltårta. När kakpojken kommer till toppen av tårtan blir han slagen i huvudet av en vakt. Detta gör att hans hatt kommer att se ut som en krona och en avriven bit av rulltårtan bildar en mantel. Vakterna ska precis slå honom igen när kakdrottning ropar ut att de redan har krönt kakkungen eftersom han har en krona och mantel. Kakpojken blir hyllad som kung och alla andra kakor dansar av glädje.

## Figurer
- Kakpojken
- Kakflickan
- Tre kakdomare
- Vaktkakor
- Diverse andra kakor